# Okrzeszyn (Mazovie)
Pour les articles homonymes, voir Okrzeszyn.
Okrzeszyn (prononciation : [ɔˈkʂɛʂɨn]) est un village polonais de la gmina de Konstancin-Jeziorna dans le powiat de Piaseczno de la voïvodie de Mazovie dans le centre-est de la Pologne.
Il se situe à environ 4 kilomètres au nord de Konstancin-Jeziorna (siège de la gmina), 10 kilomètres au nord-est de Piaseczno (siège du powiat) et à 15 kilomètres au sud-est de Varsovie (capitale de la Pologne).
Le village compte approximativement une population de 120 habitants en 2006.

## Histoire
De 1975 à 1998, le village appartenait administrativement à la voïvodie de Varsovie.